# Exzession
Exzession (englischer Originaltitel Excession) ist ein 1996 erschienener Science-Fiction-Roman von Iain M. Banks. Auf Deutsch erschien der Roman zuerst 1997 als Hardcover unter dem Titel Die Spur der toten Sonne, erst die Taschenbuchausgabe von 2002 hieß Exzession. Exzession ist der vierte Roman, den Banks innerhalb seines Kultur-Zyklus veröffentlichte. Übersetzt wurde der Text von Irene Bonhorst.

## Themen
Exzession stellt etliche das Hier und Jetzt betreffende Probleme zur Diskussion. Zentrales Thema ist die Begegnung einer bestehenden Zivilisation mit einer höher entwickelten. Das gilt sowohl für den Kontakt der Kultur mit der Exzession wie für das Verhältnis zwischen der Kultur und den Affrontern (eine Zivilisation der sechsten Entwicklungsstufe). Stets drohen die asymmetrischen Kräfteverhältnisse sich in einem „clash of civilisations“ zuzuspitzen.
Daneben werden unterschiedliche Lebenskonzepte und Lebensphilosophien sowohl von Individuen wie auch ganzen galaktischen Zivilisationen beschrieben. Die kleinen aber wesentlichen Differenzen zwischen dem Elench und der Kultur und die gewaltigen Unterschiede zwischen diesen beiden und dem Affront spiegeln sich im differenten Herangehen an ähnliche Problemstellungen wider.
Neben neuen Philosophien werden aber auch praktische Lebenskonzepte innerhalb eines Zeitalters der Langlebigkeit thematisiert. Das durchschnittliche Kulturindividuum wird zwischen drei- und vierhundert Jahre alt, woraus zwingend andere, ungewöhnliche Beziehungsformen resultieren. Die Möglichkeit des mental induzierten Geschlechtswechsels einschließlich der Fortpflanzungsoption ist eine davon. Innerhalb der Kultur wird derartiges als positives Resultat perfektionierter Gentechnik und Genmanipulation gut geheißen. Im Gegensatz dazu steht die hierarchische, innerhalb von Gewaltverhältnissen organisierte,  Gesellschaftsstruktur des Affront. Deren Anwendung von Genetik dient der Verstärkung negativer, auf Angst und Terror orientierter Konditionierung, aus der allein die herrschende Nomenklatur einen Gewinn zieht.
Wie in vielen anderen Romanen von Banks spielen die Themen Privatsphäre und Öffentlichkeit eine wesentliche Rolle. In der Kultur lautet die grundsätzliche Devise: Nichts ist geheim oder privat, außer Erinnerungen und Gedanken. Soweit die Theorie, aus der Praxis erwächst allerdings ein reizvolles Spannungsfeld.
Nicht zuletzt geht es auch um eine Verschwörung, um verwirrende Intrigen und um angewandte Diplomatie innerhalb der Kultur als Ganzer, von Gehirnen gegen- und miteinander und im schwierigen Verhältnis zu, als niedriger eingestuften, aber aggressiven Zivilisationen. Auf die individuelle Ebene heruntergebrochen, nutzen auch die Liebe und ihre Wirrungen solche Strategien. Dort äußern sie sich als Stolz, Eifersucht, Manipulation und pure Verzweiflung.

## Formale Struktur
Die deutsche Taschenbuchausgabe der Exzession umfasst 655 Seiten und ist in ein Vorwort, ein Nachwort und 12 Kapitel gegliedert. Es gibt ein Inhaltsverzeichnis. Nur Vorwort und Nachwort sind aus einer singulären Perspektive geschrieben. Die einzelnen Kapitel untergliedern sich in, durch römische Ziffern unterschiedene, Unterkapitel, die jeweils auch einen Perspektivenwechsel mit sich bringen. Die interstellare Kommunikation zwischen verschiedenen Schiffsgehirnen wechselt sich dabei ab mit den tatsächlichen Erlebnissen verschiedener menschlicher Protagonisten.

## Handlung
Die Reaktion der Kultur beim Auftreten eines außerkontextuellen Problems bildet die erzählerische Matrix von Exzession. Die Exzession ist ein perfekter, 50 Kilometer durchmessender Schwarzkörper der plötzlich im sogenannten Oberen Blattwirbel der Galaxis, einer eher unbelebten Region, materialisiert. Die Exzession demonstriert einen technischen Entwicklungsstand, der die Möglichkeiten der anderen galaktischen Zivilisationen weit übertrifft. Ihr erster Kontakt mit einem Schiff des Forschenden Elench wirkt aggressiv und endet mit der sofortigen Übernahme des Forschungsschiffes. Danach bleibt die Exzession passiv, bis, kurz vor ihrem endgültigen Verschwinden, ihr ungeheures, destruktives Potential angedeutet wird, ohne es jedoch tatsächlich zu realisieren.
Zwei zentrale Erzählstränge durchziehen den Roman. Der erste umfasst die Ereignisse rund um die Exzession und die Verschwörung gegen den Affront, hier agieren überwiegend die Gehirnsubstrate (künstliche Intelligenzen) der Kulturschiffe. Der zweite deckt die humane Perspektive ab und rankt sich um die tragische Dreiecksbeziehung zwischen Byr Genar-Hofoen, Dajeil Gelian und der ASF Sleeper Service. Verwoben sind beide Stränge durch die manipulative Verstrickung der menschlichen Protagonisten in eine Verschwörung – initiiert von einer Gruppe von Gehirnen, zu Lasten der Affronter.
Die nachfolgende Auflistung wichtiger Figuren und Gruppen mag einen Überblick über das komplexe Geschehen geben. Abschließend sei nur versichert, dass alles ein versöhnliches, den Leser zufriedenstellendes, Ende nimmt.

## Relevante Spezies, Persönlichkeiten und Kulturschiffe
Spezies:
Die Kultur, siehe Kultur-Zyklus
Elench, von der Kultur abgespaltene panhumane, äquiv-technische Zivilisation, die sich durch eine extrem defensive Philosophie auszeichnen. Bevor die Elench ein Gegenüber verändern, ändern sie lieber sich selbst.
Affronter, aggressive, expansive, oktopoide Spezies mit überaus schlechtem Benehmen, repressives Gesellschaftssystem, das auf genetischer Manipulation und progressiver Angstkonditionierung aufbaut.
Personen:
Byr Genar-Hofoen, Botschafter der Kultur beim Affront, kann sich einer gewissen Sympathie und Bewunderung für seine rüpelhaften Gastgeber nicht erwehren, hatte vor 40 Jahren eine dramatisch verlaufende Beziehung mit Dajeil Gelian, lässt, zum Schluss, seine Persönlichkeit in einen Affronterkörper transferieren.
Major Fivetide, hoher Affronter-Militär und dem Botschafter Genar-Hofoen überwiegend freundschaftlich verbunden.
Scopell Afranqui, die Persönlichkeit des Wohnmoduls von Genar-Hofoen während seiner Mission bei den Affrontern und ihm nicht wirklich zugeneigt, stirbt durch Selbstvernichtung nach der Kriegserklärung des Affront gegen die Kultur
Amorphia, androgyner Avatar der Sleeper Service.
Dajeil Gelian, Exobiologin, ehemaliges Mitglied des Kontakt, lebt inzwischen auf der Sleeper Service, geht seit 40 Jahren mit dem Kind von Byr Genar-Hofoen schwanger, den sie, nach einem Seitensprung, damals zu ermorden versuchte. Bringt das Kind am Ende des Romans schließlich zur Welt.
Ulver Seich, direkte Nachfahrin einer der Gründerfamilien des Wohnasteroiden Phagofels, brillante, frisch gekürte Universitäts-Absolventin, außerdem drei Jahre hintereinander zur sinnlichsten Studentin gewählt und entsprechend eingebildet, um nicht zickig zu sagen, lässt sich von der Drohne Churt Lyne auf eine ominöse Mission schicken, um sich für die Besonderen Gegebenheiten (BG = der Geheimdienst der Kultur), zu qualifizieren, landet schließlich im Bett von Genar-Hofoen, wirkt am Ende als Katalysator, um die Kommunikation zwischen ihm und seiner Ex-Geliebten in Gang zu bringen.
Zzreyn Tramow, Kommandantin des Gutschiffs Problemkind, entdeckte, vor 2500 Jahren die erste Exzession, derzeit körperlos eingelagert auf der ASF Sleeper Service.
Leffid Ispanteli, geflügelter, humanoider Bewohner des Habitat Stuf, entdeckt die Notmarkierung der Drohne Sisela Ytheleus auf dem Affronterkreuzer Wütende Absicht.
Gestra Ishmethit, einer der wenigen verhaltensgestörten Kulturbewohner, liebt die Einsamkeit und schiebt deshalb seit 70 Jahren Wache auf dem Depot-Asteroiden Armseligkeit, wird beim Angriff der Affronter getötet, erhält nach dem Ende des Krieges einen neuen Körper und lebt dann zusammen mit Dajeil und ihrem Kind auf der Sleeper Service.
Drohnen:
Sisela Ytheleus 1/2, überlebender Teil einer Zwillings-Kampfdrohne des Elencher-Forschungsschiffes Friede Bringt Viel. Entkommt knapp und schwer beschädigt dem überwältigenden Angriff der Exzession. Wird zufällig von einem Affronter-Kriegsschiff entdeckt und vernichtet, markiert allerdings den Angreifer mit einem Elencher-Notsignal.
Churt Lyne, wahrscheinlich Teil der Besonderen Gegebenheiten (BG) lebt in der Phagofels-Gemeinschaft, seit beinahe 1000 Jahren eine Freundin der Familie Seich, verführt Ulver Seich zu ihrer ungeplanten Reise.
Schiffe:
Klassifikationen: ASF = Allgemeines System Fahrzeug, AKE = Allgemeine Kontakt Einheit, ESF = Eingeschränktes System Fahrzeug, BAE = Begrenzte Angriffs Einheit, FS = Forschungsschiff, SAE = Schnelle Angriffs Einheit,
Mitglieder der Interessante Zeiten Bande* (Auszug):
AKE Wundersame Wege Des Schicksals, ASF Moralgefälle,
ASF Ohne Festen Wohnsitz, ASF Vorfreude Auf Die Ankunft Eines Neuen Geliebten, AKE Taktische Gnade, ESF Nur Ernstmeinende Anrufer, Exzentriker Erschieß Sie Später, ASF Limivorus, HSE Volle Rückerstattung, AKE Unterschiedliche Gerbung.
(* Der Name geht auf den alten chinesischen Fluch „Mögest du in interessanten Zeiten leben“ zurück. Wird ab hier mit IZB abgekürzt.)
ASF Sleeper Service, vormals ASF Stilles Vertrauen, sehr exzentrisch, fühlt sich, wegen einer Einmischung in der Vergangenheit, für Dajeil Gelian besonders verantwortlich, stellt, mit den Körpern der bei ihr Eingelagerten berühmte Schlachtengemälde nach, ihre Außenbereiche sind zum Lebensraum für Gasriesenbewohner umgestaltet. Mitglied der IZB, ihr kriegerischer Auftritt bringt die Wende im Exzessions-Szenario, macht sich, am Ende des Romans, auf den Weg in die Nachbargalaxie Leo II.
ASF Gähnender Engel, Aufpasser für die exzentrische Sleeper Service, von dieser, als es Ernst wird, chancenlos abgehängt.
AKE Grauzone, Spezialistin für Aufspüren, Dokumentieren und manchmal auch Bestrafen von Genoziden, liest zu diesem Zweck gelegentlich die Gedanken der Täter oder Opfer, ihre zahlreichen Gegner nennen sie deshalb die „Fleischfickerin“, transportiert Ulver Seich und Genar-Hofoen zur Sleeper-Service, wird, am Ende des Romans, möglicherweise zerstört oder begleitet die Exzession auf ihrer Reise ins Wohin-auch-Immer.
AKE Problemkind, Gutschiffklasse, entdeckte 2500 Jahre vor dem Jetzt die erste Exzession, eine Sonne, 50 mal älter als das Universum, umkreist von einem 50 Kilometer durchmessenden, völlig undurchdringlichen Schwarzkörper. Beide Artefakte verschwanden allerdings kurz nach ihrer Entdeckung wieder spurlos. Die Problemkind verließ anschließend die Kultur und schloss sich dem Jenseitskult an. Ihre Spur verliert sich in den Weiten des Universums.
ASF Nicht Hier Erfunden, Ereignis-Koordinator des Exzessions-Szenarios, Mitglied der IZB aber auch Teil der Verschwörung gegen den Affront, endet durch Selbstmord.
AKF Stählerner Glanz, Mitglied der IZB aber auch Teil der Verschwörung gegen den Affront, stellt sich ihren Richtern.
BAE Meinungs-Anpasser, verrät das Kriegsschiffdepot der Kultur, Armseligkeit, an die Affronter, Mitglied der IZB aber auch Teil der Verschwörung gegen den Affront, endet durch Selbstmord.
FS Friede Bringt Viel, Mitglied des Stargazer-Clans, Teil der fünften Flotte des Forschenden Elench, entdeckt als erstes die Exzession, wird von dieser unvermittelt angegriffen und verliert ihre Integrität.
SAE Freier Meinungsaustausch, Sehr schnelles Patrouillenboot transportiert Ulver Seich zum Habitat Stuf
Phagofels, siebzig Kilometer langer, ausgehöhlter Asteroid, Wohnort für 150 Millionen Leute, reist seit vielen tausend Jahren gemächlich, als eine Art Kulturbotschafter, zwischen den Sternsystemen.
Asteroid Armseligkeit, ausgehöhlt, bewacht, beherbergt ein geheimes  Flottenlager der Kultur, 384 Angriffseinheiten der Gangsterklasse fallen, durch Verrat, in die Hände des Affront.

## Verortung im Kultur-Zyklus
In Exzession gewährt die Kultur erstmals detailliertere Sicht auf ihre künstlichen Intelligenzen sprich, Schiffsgehirne und Drohnen, die in der Kultur den gleichen Bürgerstatus besitzen wie Menschen und andere empfindungsfähige biologische Lebensformen. Das Buch vermittelt einen tieferen Einblick in Denken und Handeln jener Wesen, die Produktion, Distribution und Kommunikation dieser hoch entwickelten Zivilisation organisieren. Besonders die Begegnung mit sogenannten exzentrischen Schiffen, beschert dem Leser einen interessanten Blick auf Normen und Werte der Kultur. Diese Exzentriker, also die Grauzone und die Sleeper Service (von der sich allerdings herausstellt, dass sie ihre Exzentrizität nur simuliert hat) handeln oft jenseits der, von ihren Artgenossen als verbindlich betrachteten, moralischen Grenzen hinweg.
Über das Alltagsleben eines Kulturindividuums, seine Lebensbedingungen und Entwicklungsmöglichkeiten, verrät uns Iain Banks in Exzession vieles. Die wahre Stärke seiner Phantasie zeigt sich aber, wie so oft, in der Schilderung von  Alien-Kulturen. Die Szenen aus dem Leben der Affronter sind ein beeindruckendes Zeugnis menschlicher Vorstellungskraft.

## Auszeichnungen
- 1996 – BSFA Award für den besten Science-Fiction-Roman des Jahres.
- 1998 – Kurd-Laßwitz-Preis für den besten ausländischen Science-Fiction-Roman des Jahres.